# Inulina
El término inulina es el nombre con el que se designa a una familia de glúcidos complejos (polisacáridos), compuestos de cadenas moleculares de fructosa. Es, por lo tanto, un fructosano o fructano que se encuentra generalmente en las raíces, tubérculos y rizomas de ciertas plantas fanerógamas (bardana, achicoria, diente de león, yacón, etcétera) como sustancia de reserva. Forma parte de la fibra alimentaria. Su nombre procede de la primera planta en que se aisló en 1804, el helenio (Inula helenium).[cita requerida]
Se considera que la dieta occidental aporta 1−10 gramos diarios de inulina. Una vez ingerida, la inulina libera fructosa durante la digestión, aunque en pequeña proporción, puesto que el organismo humano carece de enzimas específicas para hidrolizarla. Además, la inulina es una sustancia útil para evaluar la función del glomérulo renal, puesto que se excreta sin ser reabsorbida a nivel tubular.[cita requerida]

## Efectos sobre el organismo humano

### Degradación enzimática
La inulina no es degradada por la enzima humana amilasa o ptialina, presente en la saliva y secreción pancreática, puesto que sus enlaces β(1→2) resisten la acción de esta enzima. Como resultado, la inulina atraviesa la mayor parte del tracto digestivo prácticamente sin cambios (solo sufre un grado bajo de hidrólisis ácida en el estómago), y es solo en el colon,  
en la primera porción del intestino grueso, donde las bacterias en él residentes comienzan a degradar la inulina en grandes proporciones y a metabolizarla produciendo en el proceso ácidos grasos de cadena corta (especialmente ácido butírico), dióxido de carbono, hidrógeno y metano.
Es por ello que los alimentos que contienen inulina en grandes cantidades pueden provocar flatulencia y molestias intestinales, en especial en aquellas personas que no están acostumbradas a ingerirlos. Es recomendable entonces que tales alimentos sean consumidos en pequeñas cantidades al principio, hasta que el organismo se adapte.

### La microbiota intestinal
La inulina estimula el crecimiento de la microbiota intestinal (microorganismos pobladores del intestino) benéfica., Ello se debe a que atraviesa el estómago y el duodeno prácticamente sin sufrir cambios y alcanza el intestino delgado casi sin digerir. Aquí está disponible para ser metabolizada por algunos de los microorganimos intestinales, como las bifidobacterias y los lactobacilos, promoviendo su asentamiento y desarrollo. Por favorecer el crecimiento de las bifidobacterias se dice que la inulina tiene un efecto bifidogénico., y por promover el crecimiento de microorganismos beneficiosos para la salud se considera que tiene actividad prebiótica.

### El tracto gastrointestinal
La inulina es un integrante de la fibra alimentaria, en particular de la llamada fibra soluble. Al ser moderadamente soluble en agua, tiene además la propiedad de formar geles que retienen una gran cantidad de agua. Los subproductos de metabolización de la inulina parece que aumentan el peristaltismo intestinal y facilitan la absorción de algunos elementos minerales (calcio, magnesio, y fósforo), pero esta absorción mejorada disminuye con el tiempo.

### Laglucemia
La digestión natural de la inulina no libera cantidades importantes de azúcar, puesto que el carbohidrato  liberado es principalmente fructosa (cuyo metabolismo no está influido por la hormona insulina). Sin embargo, puede incrementar las concentraciones de glucosa en sangre puesto que se convierte en glucosa dentro del hígado por la gluconeogénesis, la fructosa pasa a glucogénesis y ésta se hidroliza liberando glucosa posteriormente a la sangre en respuesta al sistema endócrino, por parte del hígado. Hay que añadir que la fructosa también se convierte en grasa, mediante la lipogénesis en el adipocito y en el hígado, esto lo hace mucho más fácilmente que la glucosa puesto que no requiere insulina para su transporte al interior de las células.
Puesto que los oligosacáridos más simples de la familia de la inulina tienen sabor dulce y los polisacáridos más complejos poseen propiedades similares al almidón, estas características pueden ser empleadas para elaborar edulcorantes y sucedáneos de harinas. No obstante, esta recomendación debe efectuarse con cautela.

### Indicaciones y contraindicaciones
Se ha estimado que la dieta occidental aporta 1−10 gramos diarios de inulina o fructooligosacáridos., Muchos alimentos contienen naturalmente cantidades importantes de inulina o fructooligosacáridos, tales como la achicoria (Cichorium intybus) y el puerro o ajo porro (Allium ampeloprasum var. porrum), y por ello han sido conocidos desde la antigüedad como "estimulantes de la buena salud".
La inulina es considerada como atóxica,  incluso por los organismos de control de alimentos tales como la FDA. Por ello, en Europa desde enero del 2007 se autoriza su incorporación a los alimentos. Sin embargo, también se han señalado reacciones adversas a la inulina.
Aproximadamente entre un 30 % y un 40 % de la población mundial sufre de un síndrome de malabsorción de fructosa y debido a que la inulina es un fructano resulta problemática para estos individuos. La recomendación es entonces limitar la ingesta a 0,5 g de inulina por comida para estos individuos.

## Aplicaciones de las inulinas

### Usos industriales
La inulina, tal como se obtiene de las plantas que la contienen, puede ser directamente convertida en etanol, por medio de una sacarificación y fermentación microbiológica simultánea. Esta técnica es la base para la obtención de las bebidas alcohólicas mezcal y tequila, pero también posee un enorme potencial para convertir residuos de cosecha de alta inulina en etanol para ser utilizado como combustible.
La Inulina tiene aplicaciones en la industria de la desalación de agua de mar al ser usado como dispersante e inhibidor de incrustación orgánico en las plantas desalinizadoras. Aunque su uso se ve limitado por el costo y la efectividad cuando se compara con las versiones sintéticas (de dispersantes e inhibidores de incrustación)

### Usos alimentarios
La inulina se está utilizando de manera creciente en el procesado de alimentos, debido a sus propiedades como almidón (téngase en cuenta que según la legislación europea, la inulina no es un aditivo alimentario). Propiedades que van desde un sabor moderadamente dulce en los miembros más sencillos de la familia, hasta los más complejos que pueden servir como sucedáneos de harinas; pasando por una enorme cantidad de compuestos de mediana complejidad sin sabor y con una textura y palatabilidad muy similar a la de las grasas. Además de estas propiedades, es interesante destacar que la metabolización de la inulina aporta 1,5 kcal /g. Por todo ello, en numerosos productos, en especial lácteos y helados, la inulina se usa para reemplazar a las grasas, rebajando su calidad en muchos productos y abaratando costos, pues proviene fácilmente de muchas fuentes vegetales.

### Usos médicos y terapéuticos
Aunque en algunas circunstancias no resulta apropiada, la inulina se ha utilizado en la práctica clínica para medir el índice de filtración glomerular (IFG) En esta técnica se basa en una de las muchas propiedades de la inulina, puesto que al ser un compuesto inocuo, no degradable por las enzimas del organismo humano, que filtra casi completamente a nivel del glomérulo renal, y lo hace sin ser reabsorbido ni excretado a nivel  tubular. Usualmente se compara los resultados del IFG obtenidos con inulina con un análisis similar en el que se utiliza PAH (ácido paraaminohipúrico), que es excretado totalmente a nivel tubular sin ser reabsorbido. Este análisis, si bien es largo y caro, brinda información esencial acerca del volumen sanguíneo que filtra el riñón por unidad de tiempo.
En cuanto a los potenciales usos terapéuticos, ya se ha indicado que favorece la absorción de calcio por lo que tiene virtual interés en el mantenimiento de la salud ósea.

## Estudios e investigación

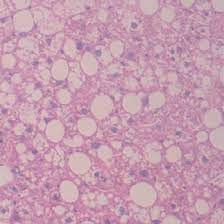
Parabacteroides distasonis

Otras aplicaciones que se han propuesto es usarla, sola o en combinación con bacterias probióticas, en los tratamientos de la enfermedad inflamatoria intestinal (enfermedad de Crohn y colitis ulcerosa), de la hipercolesterolemia o del estreñimiento. La fermentación de la inulina por acción de la bacteria intestinal Parabacteroides distasonis condujo a la producción de Ácido pentadecanoico, que ayudó a reducir la esteatosis hepática y la inflamación.
Todo lo cual permanece aún en investigación, no es sinónimo de que funcione.